# Bàsquet als Jocs Olímpics d'estiu de 2008

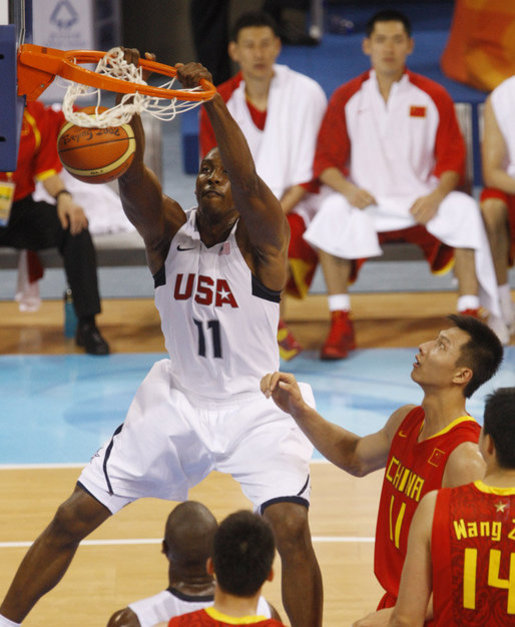
Dwight Howard encistella durant el partit de la fase de grups entre EUA, que es proclamaria campiona olímpica, i Xina

La competició de bàsquet dels Jocs Olímpics d'Estiu 2008 es jugaren al Palau d'esports de Wukesong des del 9 al 24 d'agost de 2008.

## Proves
Hi hagué dos esdeveniments d'aquest esport:
- Bàsquet masculí (12 seleccions)[2]
- Bàsquet femení (12 seleccions)[3]

## Classificació
Es classifiquen directament per aquest esport el campió del món, el país amfitrió de les olimpíades i els campions dels cinc continents, més els finalistes d'Europa i Amèrica a la competició masculina.

### Masculí
| Bàsquet Masculí                      | Data                              | Seu       | Places | Classificat             |
| ------------------------------------ | --------------------------------- | --------- | ------ | ----------------------- |
| País amfitrió                        | -                                 | -         | 1      | Xina                    |
| Campionat del Món de bàsquet 2006    | 19 d'agost - 3 de setembre, 2006  | Japó      | 1      | Espanya                 |
| Afrobasquet 2007                     | 15 - 25 d'agost, 2007             | Angola    | 1      | Angola                  |
| Campionat FIBA Àsia 2007             | 28 de juliol - 5 d'agost, 2007    | Tokushima | 1      | Iran                    |
| Eurobasket 2007                      | 3 - 16 de setembre, 2007          | Espanya   | 2      | Rússia Lituània         |
| Campionat FIBA de les Amèriques 2007 | 22 d'agost - 2 de setembre, 2007  | Las Vegas | 2      | Estats Units Argentina  |
| Campionat FIBA d'Oceania 2007        | 20 - 24 d'agost, 2007             | Austràlia | 1      | Austràlia               |
| Torneig Preolímpic de Classificació  | 14 de juliol - 20 de juliol, 2008 | Atenes    | 3      | Grècia Croàcia Alemanya |
| TOTAL                                |                                   |           | 12     |                         |

| Rànq.   | Món | Àfrica                   | Amèrica                 | Àsia                | Europa                                                      | Oceania      | Classificació                                                     |
| ------- | --- | ------------------------ | ----------------------- | ------------------- | ----------------------------------------------------------- | ------------ | ----------------------------------------------------------------- |
| 1r      | Espanya | Angola                   | Estats Units            | Iran                | Rússia                                                      | Austràlia    | Grècia · Croàcia                                                  |
| 2n      | Grècia | Camerun                  | Argentina               | Líban               | Espanya                                                     | Nova Zelanda | Grècia · Croàcia                                                  |
| 3r      | Estats Units | Cap Verd                 | Puerto Rico             | Corea del Sud       | Lituània                                                    |              | Alemanya                                                          |
| 4t      | Argentina | Egipte                   | Brasil                  | Kazakhstan          | Grècia                                                      |              | Puerto Rico                                                       |
| 5è      | França | Nigèria                  | Canadà                  | Jordània            | Alemanya                                                    |              | Eslovènia · Canadà · Nova Zelanda · Brasil · Cinquens al rànquing |
| 6è      | Turquia | Tunísia                  | Uruguai                 | Rep. de la Xina     | Croàcia                                                     |              | Eslovènia · Canadà · Nova Zelanda · Brasil · Cinquens al rànquing |
| 7è      | Lituània | República Centreafricana | Mèxic                   | Qatar               | Eslovènia                                                   |              | Eslovènia · Canadà · Nova Zelanda · Brasil · Cinquens al rànquing |
| 8è      | Alemanya | Costa d'Ivori            | Veneçuela               | Japó                | França                                                      |              | Eslovènia · Canadà · Nova Zelanda · Brasil · Cinquens al rànquing |
| 9è      | Itàlia · Angola · Sèrbia i Montenegro · Eslovènia · Austràlia · Nigèria · R.P. de la Xina · Nova Zelanda · Novens al rànquing | Senegal                  | Panamà                  | Filipines           | Israel · Itàlia · Portugal · Turquia · Novens al rànquing   |              | Cap Verd · Camerun · Corea del Sud · Líban · Novens al rànquing   |
| 10è     | Itàlia · Angola · Sèrbia i Montenegro · Eslovènia · Austràlia · Nigèria · R.P. de la Xina · Nova Zelanda · Novens al rànquing | Marroc                   | Illes Verges Americanes | R.P. de la Xina     | Israel · Itàlia · Portugal · Turquia · Novens al rànquing   |              | Cap Verd · Camerun · Corea del Sud · Líban · Novens al rànquing   |
| 11è     | Itàlia · Angola · Sèrbia i Montenegro · Eslovènia · Austràlia · Nigèria · R.P. de la Xina · Nova Zelanda · Novens al rànquing | Mali                     |                         | Síria               | Israel · Itàlia · Portugal · Turquia · Novens al rànquing   |              | Cap Verd · Camerun · Corea del Sud · Líban · Novens al rànquing   |
| 12è     | Itàlia · Angola · Sèrbia i Montenegro · Eslovènia · Austràlia · Nigèria · R.P. de la Xina · Nova Zelanda · Novens al rànquing | Ruanda                   |                         | Índia               | Israel · Itàlia · Portugal · Turquia · Novens al rànquing   |              | Cap Verd · Camerun · Corea del Sud · Líban · Novens al rànquing   |
| 13è     | Itàlia · Angola · Sèrbia i Montenegro · Eslovènia · Austràlia · Nigèria · R.P. de la Xina · Nova Zelanda · Novens al rànquing | Sud-àfrica               |                         | Hong Kong           | Txèquia · Letònia · Polònia · Sèrbia · Tretzens al rànquing |              |                                                                   |
| 14è     | Itàlia · Angola · Sèrbia i Montenegro · Eslovènia · Austràlia · Nigèria · R.P. de la Xina · Nova Zelanda · Novens al rànquing | Moçambic                 |                         | Kuwait              | Txèquia · Letònia · Polònia · Sèrbia · Tretzens al rànquing |              |                                                                   |
| 15è     | Itàlia · Angola · Sèrbia i Montenegro · Eslovènia · Austràlia · Nigèria · R.P. de la Xina · Nova Zelanda · Novens al rànquing | R.D. del Congo           |                         | Indonèsia           | Txèquia · Letònia · Polònia · Sèrbia · Tretzens al rànquing |              |                                                                   |
| 16è     | Itàlia · Angola · Sèrbia i Montenegro · Eslovènia · Austràlia · Nigèria · R.P. de la Xina · Nova Zelanda · Novens al rànquing | Libèria                  |                         | Emirats Àrabs Units | Txèquia · Letònia · Polònia · Sèrbia · Tretzens al rànquing |              |                                                                   |
| 17è (=) | Puerto Rico · Líban · Brasil · Japó                                                                                           |                          |                         |                     |                                                             |              |                                                                   |
| 21è (=) | Veneçuela · Senegal · Panamà · Qatar                                                                                          |                          |                         |                     |                                                             |              |                                                                   |

### Femení
| Bàsquet Femení                       | Data                                | Seu          | Places | Classificat                                    |
| ------------------------------------ | ----------------------------------- | ------------ | ------ | ---------------------------------------------- |
| País amfitrió                        | -                                   | -            | 1      | Xina                                           |
| Campionat del Món de bàsquet 2006    | 12 - 23 de setembre, 2006           | Brasil       | 1      | Austràlia                                      |
| Campionat FIBA Àfrica 2007           | 21 - 30 de setembre, 2007           | Senegal      | 1      | Mali                                           |
| Campionat FIBA Àsia 2007             | 3 - 10 de juny, 2007                | Incheon      | 1      | Corea                                          |
| Campionat FIBA Europa 2007           | 24 de setembre - 10 d'octubre, 2007 | Itàlia       | 1      | Rússia                                         |
| Campionat FIBA de les Amèriques 2007 | 26 - 30 de setembre, 2007           | Valdivia     | 1      | Estats Units                                   |
| Campionat FIBA d'Oceania 2007        | 26 - 29 de setembre, 2007           | Nova Zelanda | 1      | Nova Zelanda                                   |
| Torneig Preolímpic de Classificació  | 9 - 15 de juny, 2008                | Madrid       | 5      | Espanya República Txeca Letònia Belarús Brasil |
| TOTAL                                |                                     |              | 12     |                                                |

| Rànq. | Món             | Àfrica         | Amèrica      | Àsia            | Europa                                                     | Oceania      | Classificació                                                     |  |
| ----- | --------------- | -------------- | ------------ | --------------- | ---------------------------------------------------------- | ------------ | ----------------------------------------------------------------- |  |
| 1r    | Austràlia       | Mali           | Estats Units | Corea del Sud   | Rússia                                                     | Austràlia    | Espanya · Txèquia · Letònia · Belarús                             |  |
| 2n    | Rússia          | Senegal        | Cuba         | R.P. de la Xina | Espanya                                                    | Nova Zelanda | Espanya · Txèquia · Letònia · Belarús                             |  |
| 3r    | Estats Units    | Angola         | Brasil       | Japó            | Belarús                                                    | Fiji         | Espanya · Txèquia · Letònia · Belarús                             |  |
| 4t    | Brasil          | Moçambic       | Argentina    | Rep. de la Xina | Letònia                                                    |              | Espanya · Txèquia · Letònia · Belarús                             |  |
| 5è    | França          | Nigèria        | Canadà       | Tailàndia       | Txèquia                                                    |              | Brasil                                                            |  |
| 6è    | Lituània        | Camerun        | Xile         | Malàisia        | Lituània                                                   |              | Cuba                                                              |  |
| 7è    | Txèquia         | R.D. del Congo | Mèxic        | Índia           | Bèlgica                                                    |              | Japó · Angola · Setens al rànquing                                |  |
| 8è    | Espanya         | Costa d'Ivori  | Jamaica      | Hong Kong       | França                                                     |              | Japó · Angola · Setens al rànquing                                |  |
| 9è    | Argentina       | Cap Verd       |              | Uzbekistan      | Turquia · Alemanya · Itàlia · Sèrbia · Novens al rànquing  |              | Senegal · Argentina · Fiji · Rep. de la Xina · Novens al rànquing |  |
| 10è   | Canadà          | Madagascar     |              | Vietnam         | Turquia · Alemanya · Itàlia · Sèrbia · Novens al rànquing  |              | Senegal · Argentina · Fiji · Rep. de la Xina · Novens al rànquing |  |
| 11è   | Cuba            | Tunísia        |              | Singapur        | Turquia · Alemanya · Itàlia · Sèrbia · Novens al rànquing  |              | Senegal · Argentina · Fiji · Rep. de la Xina · Novens al rànquing |  |
| 12è   | R.P. de la Xina | Kenya          |              | Sri Lanka       | Turquia · Alemanya · Itàlia · Sèrbia · Novens al rànquing  |              | Senegal · Argentina · Fiji · Rep. de la Xina · Novens al rànquing |  |
| 13è   | Corea del Sud   |                |              |                 | Israel · Romania · Grècia · Croàcia · Tretzens al rànquing |              |                                                                   |  |
| 14è   | Rep. de la Xina |                |              |                 | Israel · Romania · Grècia · Croàcia · Tretzens al rànquing |              |                                                                   |  |
| 15è   | Senegal         |                |              |                 | Israel · Romania · Grècia · Croàcia · Tretzens al rànquing |              |                                                                   |  |
| 16è   | Nigèria         |                |              |                 | Israel · Romania · Grècia · Croàcia · Tretzens al rànquing |              |                                                                   |  |

## Resultats
| Categoria | Or | Plata | Bronze |
| Femenina  | Estats Units · Seimone Augustus · Sue Bird · Tamika Catchings · Sylvia Fowles · Kara Lawson · Lisa Leslie · DeLisha Milton-Jones · Candace Parker · Cappie Pondexter · Katie Smith · Diana Taurasi · Tina Thompson · Ent.: Anne Donovan | Austràlia · Suzy Batkovic · Tully Bevilaqua · Rohanee Cox · Hollie Grima · Kristi Harrower · Lauren Jackson · Erin Phillips · Emma Randall · Jennifer Screen · Belinda Snell · Laura Summerton · Penny Taylor · Ent.: Jan Stirling | Rússia · Svetlana Abrosimova · Becky Hammon · Marina Karpunina · Ilona Korstin · Marina Kúzina · Ekaterina Lisina · Irina Osipova · Oxana Rakhmatulina · Tatiana Shchegoleva · Irina Sokolvskaya · Maria Stepanova · Natalia Vodopyanova · Ent.: Igor Grugin |
| Masculina | Estats Units · Carlos Boozer · Jason Kidd · LeBron James · Deron Williams · Michael Redd · Dwyane Wade · Kobe Bryant · Dwight Howard · Chris Bosh · Chris Paul · Tayshaun Prince · Carmelo Anthony · Ent.: Mike Krzyzewski              | Espanya · Pau Gasol · Rudy Fernàndez · Ricky Rubio · Juan Carlos Navarro · José Calderón · Felipe Reyes · Carlos Jimenez · Raül López · Berni Rodríguez · Marc Gasol · Àlex Mumbrú · Jorge Garbajosa · Ent.: Aíto García Reneses   | Argentina · Carlos Delfino · Emanuel Ginóbili · Román González · Juan Pedro Gutiérrez · Leonardo Gutiérrez · Federico Kammerichs · Andrés Nocioni · Fabricio Oberto · Antonio Porta · Pablo Prigioni · Paolo Quinteros · Luís Scola · Ent.: Sergio Hernandez |

## Medaller
| Pos. | Comitè Olímpic | Or | Plata | Bronze | Total |
| 1    | Estats Units   | 2  | 0     | 0      | 2     |
| 2    | Espanya        | 0  | 1     | 0      | 1     |
| 2    | Austràlia      | 0  | 1     | 0      | 1     |
| 4    | Argentina      | 0  | 0     | 1      | 1     |
| 4    | Rússia         | 0  | 0     | 1      | 1     |

## Competició masculina

### Fase de grups

#### Grup A
| Equip     | J | G | P | PF  | PC  | Dif  | Punts |
| --------- | - | - | - | --- | --- | ---- | ----- |
| Argentina | 5 | 4 | 1 | 425 | 361 | +64  | 9     |
| Lituània  | 5 | 4 | 1 | 425 | 400 | +25  | 9     |
| Austràlia | 5 | 3 | 2 | 457 | 405 | +52  | 8     |
| Croàcia   | 5 | 3 | 2 | 399 | 380 | +19  | 8     |
| Rússia    | 5 | 1 | 4 | 387 | 406 | -19  | 6     |
| Iran      | 5 | 0 | 5 | 323 | 464 | -141 | 5     |

- Resultats

| Data  | Hora¹ | Partit    | Partit | Partit    | Resultat |
| ----- | ----- | --------- | ------ | --------- | -------- |
| 10.08 | 09:00 | Rússia    | -      | Iran      | 71-49    |
| 10.08 | 16:45 | Lituània  | -      | Argentina | 79-75    |
| 10.08 | 20:00 | Austràlia | -      | Croàcia   | 82-97    |
| 12.08 | 09:00 | Iran      | -      | Lituània  | 67-99    |
| 12.08 | 11:15 | Croàcia   | -      | Rússia    | 85-78    |
| 12.08 | 22:15 | Argentina | -      | Austràlia | 85-68    |
| 14.08 | 11:15 | Austràlia | -      | Iran      | 106-68   |
| 14.08 | 16:45 | Lituània  | -      | Rússia    | 86-79    |
| 14.08 | 22:15 | Argentina | -      | Croàcia   | 77-53    |
| 16.08 | 11:15 | Rússia    | -      | Austràlia | 80-95    |
| 16.08 | 14:30 | Croàcia   | -      | Lituània  | 73-86    |
| 16.08 | 16:45 | Iran      | -      | Argentina | 82-97    |
| 18.08 | 09:00 | Iran      | -      | Croàcia   | 57-91    |
| 18.08 | 11:15 | Austràlia | -      | Lituània  | 106-75   |
| 18.08 | 22:15 | Argentina | -      | Rússia    | 91-79    |

- (¹) - Hora local de Pequín (UTC+8)

#### Grup B
| Equip           | J | G | P | PF  | PC  | Dif  | Punts |
| --------------- | - | - | - | --- | --- | ---- | ----- |
| Estats Units    | 5 | 5 | 0 | 515 | 352 | +123 | 10    |
| Espanya         | 5 | 4 | 1 | 418 | 369 | +49  | 9     |
| Grècia          | 5 | 3 | 2 | 415 | 375 | +40  | 8     |
| R.P. de la Xina | 5 | 2 | 3 | 356 | 390 | -34  | 7     |
| Alemanya        | 5 | 1 | 4 | 330 | 390 | -60  | 6     |
| Angola          | 5 | 0 | 5 | 321 | 477 | -156 | 5     |

- Resultats

| Data  | Hora¹ | Partit          | Partit | Partit          | Resultat |
| ----- | ----- | --------------- | ------ | --------------- | -------- |
| 10.08 | 11:15 | Alemanya        | -      | Angola          | 95-66    |
| 10.08 | 14:30 | Espanya         | -      | Grècia          | 81-66    |
| 10.08 | 22:15 | Estats Units    | -      | R.P. de la Xina | 101-70   |
| 12.08 | 14:30 | Grècia          | -      | Alemanya        | 87-64    |
| 12.08 | 16:45 | R.P. de la Xina | -      | Espanya         | 75-85    |
| 12.08 | 20:00 | Angola          | -      | Estats Units    | 76-97    |
| 14.08 | 09:00 | Alemanya        | -      | Espanya         | 59-72    |
| 14.08 | 14:30 | Angola          | -      | R.P. de la Xina | 68-85    |
| 14.08 | 20:00 | Estats Units    | -      | Grècia          | 92-69    |
| 16.08 | 09:00 | Grècia          | -      | Angola          | 102-61   |
| 16.08 | 20:00 | R.P. de la Xina | -      | Alemanya        | 59-55    |
| 16.08 | 22:15 | Espanya         | -      | Estats Units    | 82-119   |
| 18.08 | 14:30 | Grècia          | -      | R.P. de la Xina | 91-77    |
| 18.08 | 16:45 | Angola          | -      | Espanya         | 50-98    |
| 18.08 | 20:00 | Estats Units    | -      | Alemanya        | 106-57   |

- (¹) - Hora local de Pequín (UTC+8)

### Fase final

#### Quadre
|  | Quarts de final | Quarts de final |              |     | Semifinals | Semifinals |  |  | Final | Final |
|  |                 |                 |              |     |            |            |  |  |       |       |
|  | 20 d'agost      |                 |              |     |            |            |  |  |       |       |
|  |                 |                 |              |     |            |            |  |  |       |       |
|  | Argentina       | 80              |              |     |            |            |  |  |       |       |
|  | Argentina       | 80              | 22 d'agost   |     |            |            |  |  |       |       |
|  | Grècia          | 78              |              |     |            |            |  |  |       |       |
|  | Grècia          | 78              | Argentina    | 81  |            |            |  |  |       |       |
|  | 20 d'agost      |                 | Argentina    | 81  |            |            |  |  |       |       |
|  |                 | Estats Units    | 101          |     |            |            |  |  |       |       |
|  | Estats Units    | Estats Units    | 101          | 116 |            |            |  |  |       |       |
|  | Estats Units    |                 | 24 d'agost   | 116 |            |            |  |  |       |       |
|  | Austràlia       | 85              |              |     |            |            |  |  |       |       |
|  | Austràlia       | 85              | Estats Units | 118 |            |            |  |  |       |       |
|  | 20 d'agost      |                 | Estats Units | 118 |            |            |  |  |       |       |
|  |                 | Espanya         | 107          |     |            |            |  |  |       |       |
|  | Espanya         | Espanya         | 107          | 72  |            |            |  |  |       |       |
|  | Espanya         | 22 d'agost      |              | 72  |            |            |  |  |       |       |
|  | Croàcia         | 59              |              |     |            |            |  |  |       |       |
|  | Croàcia         | 59              | Espanya      | 91  |            |            |  |  |       |       |
|  | 20 d'agost      |                 | Espanya      | 91  |            |            |  |  |       |       |
|  |                 | Lituània        | 86           |     |            |            |  |  |       |       |
|  | Lituània        | Lituània        | 86           | 94  |            |            |  |  |       |       |
|  | Lituània        |                 |              | 94  |            |            |  |  |       |       |
|  | R.P. de la Xina | 68              |              |     |            |            |  |  |       |       |
|  | R.P. de la Xina | 68              |              |     |            |            |  |  |       |       |

#### Quarts de final
| Data  | Hora¹ | Partit       | Partit | Partit          | Resultat |
| ----- | ----- | ------------ | ------ | --------------- | -------- |
| 20.08 | 14:30 | Espanya      | -      | Croàcia         | 72-59    |
| 20.08 | 16:45 | Lituània     | -      | R.P. de la Xina | 94-68    |
| 20.08 | 20:00 | Estats Units | -      | Austràlia       | 116-85   |
| 20.08 | 22:15 | Argentina    | -      | Grècia          | 80-78    |

- (¹) - Hora local de Pequín (UTC+8)

#### Semifinals
| Data  | Hora¹ | Partit       | Partit | Partit    | Resultat |
| ----- | ----- | ------------ | ------ | --------- | -------- |
| 22.08 | 20:00 | Espanya      | -      | Lituània  | 91-86    |
| 22.08 | 22:15 | Estats Units | -      | Argentina | 101-81   |

#### Tercer lloc
| Data  | Hora¹ | Partit   | Partit | Partit    | Resultat |
| ----- | ----- | -------- | ------ | --------- | -------- |
| 24.08 | 12:00 | Lituània | -      | Argentina | 75-87    |

#### Final
| Data  | Hora¹ | Partit  | Partit | Partit       | Resultat |
| ----- | ----- | ------- | ------ | ------------ | -------- |
| 24.08 | 14:30 | Espanya | -      | Estats Units | 107-118  |

- (¹) - Hora local de Pequín (UTC+8)

## Competició femenina

### Fase de grups

#### Grup A
| Equip         | J | G | P | PF  | PC  | Dif  | Punts |
| ------------- | - | - | - | --- | --- | ---- | ----- |
| Austràlia     | 5 | 5 | 0 | 424 | 319 | +105 | 10    |
| Rússia        | 5 | 4 | 1 | 339 | 333 | +6   | 9     |
| Belarús       | 5 | 2 | 3 | 325 | 332 | -7   | 7     |
| Corea del Sud | 5 | 2 | 3 | 327 | 360 | -33  | 7     |
| Brasil        | 5 | 1 | 4 | 337 | 354 | -17  | 6     |
| Letònia       | 5 | 1 | 4 | 334 | 388 | -54  | 6     |

- Resultats

| Data  | Hora¹ | Partit        | Partit | Partit        | Resultat |
| ----- | ----- | ------------- | ------ | ------------- | -------- |
| 09.08 | 09:00 | Belarús       | -      | Austràlia     | 64-83    |
| 09.08 | 16:45 | Brasil        | -      | Corea del Sud | 62-68    |
| 09.08 | 22:15 | Rússia        | -      | Letònia       | 62-57    |
| 11.08 | 14:30 | Corea del Sud | -      | Rússia        | 72-77    |
| 11.08 | 16:45 | Letònia       | -      | Belarús       | 57-79    |
| 11.08 | 22:15 | Austràlia     | -      | Brasil        | 80-65    |
| 13.08 | 09:00 | Belarús       | -      | Rússia        | 65-71    |
| 13.08 | 14:30 | Brasil        | -      | Letònia       | 78-79    |
| 13.08 | 20:00 | Austràlia     | -      | Corea del Sud | 90-62    |
| 15.08 | 11:15 | Letònia       | -      | Austràlia     | 73-96    |
| 15.08 | 14:30 | Rússia        | -      | Brasil        | 74-64    |
| 15.08 | 22:15 | Corea del Sud | -      | Belarús       | 53-63    |
| 17.08 | 11:15 | Austràlia     | -      | Rússia        | 75-55    |
| 17.08 | 14:30 | Letònia       | -      | Corea del Sud | 68-72    |
| 17.08 | 16:45 | Brasil        | -      | Belarús       | 68-53    |

- (¹) - Hora local de Pequín (UTC+8)

#### Grup B
| Equip           | J | G | P | PF  | PC  | Dif  | Punts |
| --------------- | - | - | - | --- | --- | ---- | ----- |
| Estats Units    | 5 | 5 | 0 | 491 | 276 | +215 | 10    |
| R.P. de la Xina | 5 | 4 | 1 | 358 | 346 | +12  | 9     |
| Espanya         | 5 | 3 | 2 | 357 | 324 | +33  | 8     |
| Txèquia         | 5 | 2 | 3 | 346 | 356 | -10  | 7     |
| Nova Zelanda    | 5 | 1 | 4 | 320 | 423 | -103 | 6     |
| Mali            | 5 | 0 | 5 | 255 | 402 | -147 | 5     |

- Resultats

| Data  | Hora¹ | Partit          | Partit | Partit          | Resultat |
| ----- | ----- | --------------- | ------ | --------------- | -------- |
| 09.08 | 11:15 | Mali            | -      | Nova Zelanda    | 72-76    |
| 09.08 | 14:30 | Espanya         | -      | R.P. de la Xina | 64-67    |
| 09.08 | 20:00 | Estats Units    | -      | Txèquia         | 97-57    |
| 11.08 | 09:00 | Nova Zelanda    | -      | Espanya         | 62-85    |
| 11.08 | 11:15 | Txèquia         | -      | Mali            | 81-47    |
| 11.08 | 20:00 | R.P. de la Xina | -      | Estats Units    | 63-108   |
| 13.08 | 11:15 | Espanya         | -      | Txèquia         | 74-55    |
| 13.08 | 16:45 | Nova Zelanda    | -      | R.P. de la Xina | 63-80    |
| 13.08 | 22:15 | Mali            | -      | Estats Units    | 41-97    |
| 15.08 | 09:00 | Txèquia         | -      | Nova Zelanda    | 90-59    |
| 15.08 | 16:45 | R.P. de la Xina | -      | Mali            | 69-48    |
| 15.08 | 20:00 | Estats Units    | -      | Espanya         | 93-55    |
| 17.08 | 09:00 | Espanya         | -      | Mali            | 79-47    |
| 17.08 | 20:00 | Txèquia         | -      | R.P. de la Xina | 63-79    |
| 17.08 | 22:15 | Nova Zelanda    | -      | Estats Units    | 60-96    |

- (¹) - Hora local de Pequín (UTC+8)

### Fase final

#### Quarts de final
| Data  | Hora¹ | Partit          | Partit | Partit        | Resultat |
| ----- | ----- | --------------- | ------ | ------------- | -------- |
| 19.08 | 14:30 | R.P. de la Xina | -      | Belarús       | 77-62    |
| 19.08 | 16:45 | Austràlia       | -      | Txèquia       | 79-46    |
| 19.08 | 20:00 | Estats Units    | -      | Corea del Sud | 104-60   |
| 19.08 | 22:15 | Rússia          | -      | Espanya       | 84-65    |

- (¹) - Hora local de Pequín (UTC+8)

### Semifinals
| Data  | Hora¹ | Partit          | Partit | Partit       | Resultat |
| ----- | ----- | --------------- | ------ | ------------ | -------- |
| 21.08 | 20:00 | Rússia          | -      | Estats Units | 52-67    |
| 21.08 | 22:15 | R.P. de la Xina | -      | Austràlia    | 56-90    |

### Tercer lloc
| Data  | Hora¹ | Partit | Partit | Partit          | Resultat |
| ----- | ----- | ------ | ------ | --------------- | -------- |
| 23.08 | 19:30 | Rússia | -      | R.P. de la Xina | 94-81    |

### Final
| Data  | Hora¹ | Partit       | Partit | Partit    | Resultat |
| ----- | ----- | ------------ | ------ | --------- | -------- |
| 23.08 | 22:00 | Estats Units | -      | Austràlia | 92-65    |

- (¹) - Hora local de Pequín (UTC+8)